# Calilena californica
Calilena californica är en spindelart som först beskrevs av Banks 1896.  Calilena californica ingår i släktet Calilena och familjen trattspindlar. Inga underarter finns listade.